# Jürgen Heideking
Jürgen Heideking (* 17. April 1947 in Hameln; † 10. März 2000 in Brühl) war ein deutscher Historiker.
Jürgen Heideking besuchte das Schiller-Gymnasium Hameln und legte dort 1966 das Abitur ab. Er studierte von 1968 bis 1974 an der Eberhard Karls Universität Tübingen und von 1970 bis 1971 in Paris an der Sorbonne. Er wurde 1978 in Tübingen bei Gerhard Schulz promoviert. Er habilitierte sich in Tübingen 1987 nach einem längeren Forschungsaufenthalt als Feodor-Lynen-Stipendiat an der University of Wisconsin mit einem grundlegenden Werk über die politische Kultur der frühen amerikanischen Republik: Die Verfassung vor dem Richterstuhl. Vorgeschichte und Ratifizierung der amerikanischen Verfassung 1787–1791. Dafür wurde er 1997 mit dem Schurman-Preis der Universität Heidelberg ausgezeichnet.
Von 1988 bis 1990 war Heideking wissenschaftlicher Mitarbeiter am Deutschen Historischen Institut in Washington, D.C. Im Jahre 1990 übernahm er einen Lehrstuhl für nordamerikanische Geschichte in Tübingen. 1992 wurde er als Nachfolger von Erich Angermann Professor für Neuere und Neueste Geschichte und Direktor des Instituts für angloamerikanische Geschichte an der Universität zu Köln und lehrte dort bis zu seinem Tod bei einem Autounfall im Frühjahr 2000. Sein Nachfolger wurde Norbert Finzsch.
Heideking war einer der führenden deutschen USA-Historiker, der als Autor und Herausgeber über zwanzig Bücher veröffentlichte. Seine wissenschaftlichen Interessen konzentrierten sich auf die amerikanische Geschichte vom 18. bis zum 20. Jahrhundert, internationale Zeitgeschichte, die Geschichte der Geheimdienste und deutsch-amerikanische Bildungsgeschichte. Seine wichtigste Arbeit war seine monumentale Untersuchung des Ratifizierungsprozesses der US-amerikanischen Verfassung. Er veröffentlichte 1996 eine Geschichte der USA, die im Jahr 2008 in der sechsten Auflage erschien. Der WorldCat hat 377 Werke von/über ihn.

## Schriften
Monografien
- mit Vera Nünning: Einführung in die amerikanische Geschichte. Beck Verlag, München 1998, ISBN 3-406-44199-8.
- Geschichte der USA (= UTB. Bd. 1938). 6. Auflage Franck Verlag, Tübingen 2008, ISBN 978-3-8252-1938-3 (mit CD-ROM Quellen zur „Geschichte der USA“).
- Die Verfassung vor dem Richterstuhl. Vorgeschichte und Ratifizierung der amerikanischen Verfassung 1787–1791. De Gruyter, Berlin 1988, ISBN 3-11-011604-9 (zugleich: Habilitationsschrift, Universität Tübingen, 1987).
- Areopag der Diplomaten. Die Pariser Botschafterkonferenz der alliierten Hauptmächte und die Probleme der europäischen Politik 1920–1931 (= Historische Studien. Bd. 436). Matthiesen, Husum 1979, ISBN 3-7868-1436-8 (zugleich: Dissertation, Universität Tübingen, 1978).
- mit Erich Bayer: Die Chronologie des perikleischen Zeitalters (= Erträge der Forschung. Bd. 36). Wissenschaftliche Buchgesellschaft, Darmstadt 1975, ISBN 3-534-04498-3.

Aufsatzsammlung
- Heike Bungert, Marc Frey, Christof Mauch (Hrsg.): Verfassung, Demokratie, politische Kultur. U.S.-amerikanische Geschichte in transatlantischer Perspektive (= Mosaic. Bd. 16). WVT, Trier 2002, ISBN 3-88476-508-6.

Herausgeberschaften
- mit James A. Henretta: Republicanism and Liberalism in America and the German States, 1750–1850. Cambridge University Press, Cambridge 2002, ISBN 0-521-80066-8.
- The Sixties Revisited. Culture, Society, Politics (= American Studies. Bd. 90). Winter, Heidelberg 2001, ISBN 3-8253-1207-0 (zusammen mit Jörg Helbig und Anke Ortlepp).
- mit Ragnhild Fiebig-von Hase: Zwei Wege in die Moderne. Aspekte der deutsch-amerikanischen Beziehungen 1900–1918. WVT, Trier 1998, ISBN 3-88476-246-X.
- mit Marc Depaepe und Jürgen Herbst: Mutual Influences on Education. Germany and the United States in the Twentieth Century (= Pädagogica historica/N.S. Bd. 33,1). CSHP, Gent 1997, ISBN 90-800497-4-3.
- mit Christof Mauch: American Intelligence and the German Resistance to Hitler. A Documentary History. Westview Press, Boulder, Co. 1996, ISBN 0-8133-2687-7.
- Die amerikanischen Präsidenten. 42 historische Portraits von George Washington bis George W. Bush. Beck, München 2002, ISBN 3-406-48872-2.
- mit Henry Geitz und Jürgen Herbst: German Influences on Education in the United States to 1917. Cambridge University Press, Cambridge 1995, ISBN 0-521-47083-8.
- mit Christof Mauch: Geheimdienstkrieg gegen Deutschland. Subversion, Propaganda und politische Planungen des amerikanischen Geheimdienstes im Zweiten Weltkrieg. Vandenhoeck & Ruprecht, Göttingen 1993, ISBN 3-525-01350-7.
- mit Christof Mauch: USA und deutscher Widerstand. Analysen und Operationen des amerikanischen Geheimdienstes im Zweiten Weltkrieg. Francke Verlag, Tübingen 1993, ISBN 3-7720-2130-1.